# Долгаль, Михаил Иванович
Михаил Иванович Долгаль (13 [26] декабря 1905, Екатериновка, Приморская область — 26 мая 1987, Свердловск) — советский геолог, первооткрыватель Учалинского медноколчеданного и Волковского медно-железо-ванадиевого месторождений.
В 1962 году под его руководством была составлена монография «Сульфидная никеленосность Урала» и при его участии составлена металлогеническая карта Урала по медным рудам.

## Биография
Родился 13 декабря (26 декабря по новому стилю) 1905 года в деревне Екатериновка Южно-Уссурийского округа Приморской области (ныне — Партизанский район Приморского края) в семье охотника.
Окончив в 1917 году сельскую школу, учился в высшем начальном училище (1917—1921), затем — во Владивостокском промышленно-экономическом техникуме (1921—1924). Окончив техникум с квалификацией «горный техник», работал в 1924—1925 годах на Сучанском каменноугольном предприятии специалистом по вентиляции и горным штейгером.
В 1925 году Михаил Долгаль поступил на горное отделение Дальневосточного государственного университета. Через два года перевёлся в Уральский горный институт, который окончил последний в 1931 году, получив квалификацию инженера-геолога по разведке рудных месторождений. Уже во время обучения в институте работал в геологоразведочных партиях трестов «Джетыгарзолото» и «Степнякзолото» (Южное Зауралье). В тресте «Степнякзолото» под его руководством было обосновано строительство крупного золотодобывающего рудника.
После окончания института в 1931—1932 годах работал техническим руководителем Троицкой и Челябинской геологоразведочных баз Уральского геологоразведочного треста. В 1932—1934 годах был начальником минералого-петрографического сектора и геологоразведочной партии Средне-Волжского отделения Института прикладной минералогии (город Самара). В 1934—1940 годах Долгаль работал главным геологом Миндякского приискового управления треста «Башзолото». В этот период времени им было обосновано строительство Миндякского циано-илового завода для переработки руд открытого им Благодатного золоторудного месторождения, а также открыто Учалинское золотосодержащее медноколчеданное месторождение. В течение 1941—1949 годов он работал в тресте «Уралчерметразведка» в должностях главного инженера треста и главного геолога группы камеральных работ. Под его руководством в годы Великой Отечественной войны были проведены крупные геологоразведочные работы на железорудных месторождениях Урала, которые обеспечили металлургические заводы этого региона рудоминеральным сырьем.
С 1949 года продолжил работу в Уральском геологическом управлении, где по 1963 год руководил работами по оценке месторождений и рудопроявлений черных, цветных и редких металлов Уральского региона, а также составлял сводные геологические карты Урала. Рекомендации Долгаля и его сотрудников привели к открытию Чадарского и Уткинского медноколчеданных месторождений. Поисково-разведочные работы на северо-западном участке Волковского медно-железо-ванадиевого месторождения привели к значительному увеличению его запасов, за что Долгаль был удостоен нагрудного знака «Первооткрыватель месторождения».
С 1963 по 1978 годы занимался экспертизой запасов полезных ископаемых различных месторождений Урала.
Умер 26 мая 1987 года в Свердловске. Похоронен на Широкореченском кладбище города. Позже рядом с ним был похоронен его сын Владимир (1936—1988).
Был награжден орденами Ленина (1954), Трудового Красного Знамени (1950) и медалями, в числе которых «За трудовую доблесть» (1945), «За доблестный труд в Великой Отечественной войне 1941—1945 гг.» (1946), «Ветеран труда» (1975). В 1948 году ему было присвоено персональное звание «Директор геологической службы III ранга».
В вестибюле станции метро «Геологическая» города Екатеринбурга имеется мраморная памятная доска «Первооткрыватели месторождений и крупные организаторы геологического изучения Урала», где в списке имён есть фамилия М. И. Долгаля.